# Almino Afonso (kommun)
Almino Afonso är en kommun i Brasilien.   Den ligger i delstaten Rio Grande do Norte, i den östra delen av landet, 1 500 km nordost om huvudstaden Brasília. Antalet invånare är 4 880.
Följande samhällen finns i Almino Afonso:
- Almino Afonso

Omgivningarna runt Almino Afonso är huvudsakligen savann. Runt Almino Afonso är det ganska glesbefolkat, med 25 invånare per kvadratkilometer.